# Las Hurdes, tierra sin pan
Las Hurdes, tierra sin pan es un documental de 33 minutos, dirigido por el cineasta Luis Buñuel y rodado entre el 23 de abril y el 22 de mayo de 1933.
Aunque originalmente era mudo, en 1935 obtuvo dinero de la embajada de España en París para sonorizarlo (narrado en francés por una voz superpuesta).
Se trata de una obra de referencia en el cine documental, desde que en el prestigioso Festival de Cine de Mannheim en 1964 la incluyeran entre los doce mejores documentales de la historia.

## Producción
La película se desarrolla en Las Hurdes, una región montañosa de la provincia de Cáceres (España) alrededor del pueblo de La Alberca, cuyos habitantes estaban tan poco desarrollados y aislados que incluso el pan les era desconocido. De acuerdo con el filme, el principal ingreso para este pueblo era el subsidio del Gobierno que recibían por admitir a niños huérfanos. Buñuel, que realizó la película luego de leer el estudio antropológico de Maurice Legendre Las Jurdes: étude de géographie humaine (1927), tomó un enfoque surrealista al realizar su expedición antropológica. El resultado fue un documental en el que las exageradas descripciones del narrador sobre la miseria humana de Las Hurdes contrastan con la actitud plana y desinteresada de los habitantes.

## Comentario
Este crudo documental sobre la situación de atraso en que permanecían Las Hurdes está basado en un estudio de antropología de Maurice Legendre, quien había estudiado Las Hurdes durante casi veinte años, titulado Las Jurdes: étude de géographie humaine (1927), que por esos años leyó el cineasta. Con esta película Buñuel da un giro a su obra, alejándose del surrealismo ortodoxo para acercarse a propuestas más sociales y al antifascismo. Pero el surrealismo (que en francés es literalmente «sobre la realidad») siempre aspiró a reflejar la realidad en sus distintas facetas y nunca a darle la espalda. Tanto la «Santa Objetividad», que por entonces preconizaba Dalí, como su «método paranoico-crítico», partían de la realidad para encontrar los elementos nunca vistos convencionalmente para constituir nuevas facetas del surrealismo, que no en vano, era un movimiento de rebeldía contra la sociedad burguesa en todos sus aspectos y que tenía como arma principal el escándalo. Buena parte de estos objetivos se cumplen en esta cinta de Buñuel, pues consiguió escandalizar a los gobernantes e intelectuales de su tiempo y con ello obtuvo una repercusión que permitió difundir el mensaje social y de denuncia que tenía este documental financiado por el intelectual anarquista Ramón Acín. La belleza terrible y amarga de las imágenes de Las Hurdes (el burro matado por abejas, el entierro del niño en su ataúd blanco descendiendo por el río) encierra tanto surrealismo como los fragmentos documentales de La Edad de Oro.
En este documental se realiza un recorrido por la comarca y los habitantes de Las Hurdes. La película refleja la situación en que se encontraban algunas zonas de España. Es polémica la legitimidad de la cinta como documental antropológico, pues Buñuel, además de rodar a los habitantes y las costumbres de esta comarca cacereña, construyó en ocasiones escenas a la medida de sus necesidades y siguiendo la moda estética de la «España negra», como muestran fotos fijas del rodaje que se conservan. Puede observarse, en este sentido, que la cabra despeñada fue abatida por una escopeta cuyo humo se observa en las propias imágenes de la película. Asimismo, el burro matado por las abejas y devorado por perros y buitres tiene las patas atadas, y coincide con uno de los motivos más obsesivos para el cineasta, el del carnuz, que ya aparecía en el ambiente de la Residencia de Estudiantes, y se puede documentar en varios cuadros de Dalí de esa época y en los burros podridos encima de los pianos de Un perro andaluz. Algunos documentalistas como Pío Caro Baroja le han reprochado esta manipulación de la realidad y el daño ocasionado a los hurdanos, protagonistas de una exhibición truculenta. Empero, hay que pensar en si hay algún documental que no seleccione y manipule en mayor o menor medida la realidad objetiva en dirección a los fines perseguidos, que en este caso, no lo olvidemos, eran denunciar ante las autoridades una situación de atraso a la que había que poner remedio, en la línea de los valores comunistas a los que el grupo de André Bretón se había ido acercando en la década de los treinta. Cabe preguntarse si hubiera sido tan efectivo como testimonio social de no haber procedido a exagerar unas carencias que ponían en evidencia la dejadez institucional que las habían permitido.
De todos modos, la obra ha sido elogiada por grandes documentalistas como Joris Ivens, Joseph Losey y Robert Flaherty. Carlos Saura la tuvo como punto de partida para su documental Cuenca, a raíz del cual declararía en 1958:[cita requerida]

En el año 1932, cuando Luis Buñuel realizó Tierra sin pan, pudo nacer una genuina escuela del documental, entroncada con las raíces más profundas del temperamento hispánico. Solo se debía seguir el camino que Luis Buñuel nos dejó, pero nadie lo hizo.

Al estreno del filme en el Palacio de la Prensa de Madrid acudió el doctor Gregorio Marañón, que había acompañado a Alfonso XIII en su visita a Las Hurdes en 1922. Indignado por lo desagradable y según él lo injusto de la película, protestó enérgicamente contra ella,[cita requerida] opinión que recibió y compartió el gobierno de la Segunda República[cita requerida] que decidió prohibirla por la mala imagen que presentó de España. En 1937 el filme se estrenó en Francia donde, también a los pocos días de su proyección, hubo de ser retirada a instancias del gobierno francés y de la prensa.[cita requerida]
Es curioso observar que casi veinte años después ocurrió algo parecido con la película Los olvidados, que retrataba los barrios más deprimidos de Ciudad de México y cuyo estreno en México provocó reacciones violentísimas. Fue solicitada la expulsión de Buñuel por parte de la prensa, sindicatos y otras asociaciones. Permaneció solo cuatro días en cartel sin que faltaran intentos de agresión física contra el cineasta,[cita requerida] solo que en esta ocasión el premio conseguido en el Festival de Cannes hizo que la película fuera avalada por el prestigio de este importante certamen, así como por la defensa que de ella hicieron algunos intelectuales mexicanos, entre los que destacó Octavio Paz.
Buñuel mató al menos dos animales durante la filmación de Las Hurdes. Un hurdano afirmó que había hecho los arreglos para que un burro enfermo fuera cubierto con miel para que pudiera ser filmado mientras era picado hasta la muerte por abejas. Además de eso, su equipo le disparó a una cabra montés junto a un acantilado para poder filmarla al caer.
Respecto a la muerte de la cabra, tras mucho insistir para provocar su despeñamiento y no conseguirlo, el mismo Buñuel le disparó (como se aprecia en los descartes de la película), siendo filmada su caída. Así se cumplían dos objetivos: reflejar el hecho documentado por Legendre e invitar a comer carne a los vecinos, para agradecerles su colaboración en el rodaje. En cuanto al burro, en un fotograma del documental se aprecia que recibe el impacto de una bala e inicia su desplome, aunque en el montaje se le muestre a continuación defendiéndose de las abejas
En cuanto al tema de la muerte, en este filme es apreciable la insistente intervención de imágenes o metáforas relacionadas con el hecho orgánico de la muerte, hasta presentarse como el eje vertebrador del discurso fílmico, llegando a comentar el locutor que es "uno de los raros acontecimientos que ocurren en estas aldeas" y su aparición se produce de las siguientes maneras: Visible y real: calaveras, gallos, cabra, burro, tumbas. Visible y falsa: bebé (que vivió unos años más). Invisible y real: pregón en La Alberca. Invisible y falsa: niña enferma (estaba viva en 1996). La reiteración de esta presencia, real o figurada, de la muerte, con la plasmación de agonías, es considerada uno de los factores causantes del malestar que el filme produce en sus espectadores.

Debido a su mezcla de realidad y manipulación, muchos le consideran Fake o Falso documental, denominación que se aplica a obras que se presentan como reales siendo ficción, mientras que en este caso se trata de una fiel adaptación de un trabajo científico (la tesis de Legendre), y aunque mezcla el reportaje etnográfico con la escenificación o puesta en escena de acciones (al igual que sucedía en Nanook de Flaherty) se puede considerar veraz por mostrar hechos y situaciones auténticas, y su género podría ser Recreación antropológica.
Si bien se engaña con la presentación de diversos hechos, éstos corresponden a recreaciones fílmicas de probadas realidades culturales (Brisset, 2006: p. 16).